# 小车前
小车前（学名：Plantago minuta）是一种车前科植物。这种植物分布于新疆；此外，欧洲、中亚、蒙古也有。